# Prothalpia undata
Prothalpia undata is een keversoort uit de familie zwamspartelkevers (Melandryidae). De wetenschappelijke naam van de soort werd in 1862 gepubliceerd door John Lawrence LeConte.